# Plebejus bellieri
Plebejus bellieri (Corsicaans vals heideblauwtje) is een vlinder uit de familie van de Lycaenidae. De wetenschappelijke naam is voor het eerst gepubliceerd in 1910 door Charles Oberthur.
De soort komt voor in Corsica en Sardinië tot een hoogte van 1400 meter. De vlinder vliegt in één generatie vanaf eind juni tot in juli.